# ドン・ペリニヨン (修道士)
ドン・ピエール・ペリニョン（仏: Dom Pierre Pérignon、1638年 - 1715年9月24日）は、ベネディクト会の修道士。

## 人物
フランス北東部のシャンパーニュ地方で生まれ、発泡ワインの一種、シャンパンの完成に生涯を捧げた。盲目であったと伝えられる。シャンパンのドン・ペリニヨンは彼の名から命名されたものである。
彼が所属していたオーヴィレール修道院は現在、ドン・ペリニヨンの貯蔵所を兼ねている。